# Olympische Sommerspiele 1968/Teilnehmer (Tschechoslowakei)
| Gelbes Symbol für Goldmedaillen mit stilisierten Olympischen Ringen | Graues Symbol für Silbermedaillen mit stilisierten Olympischen Ringen | Braundes Symbol für Bronzemedaillen mit stilisierten Olympischen Ringen |
| ------------------------------------------------------------------- | --------------------------------------------------------------------- | ----------------------------------------------------------------------- |
| 7                                                                   | 2                                                                     | 4                                                                       |

Die Tschechoslowakei nahm an den Olympischen Sommerspielen 1968 in Mexiko-Stadt mit einer Delegation von 121 Athleten (94 Männer und 27 Frauen) an 66 Wettkämpfen in 14 Sportarten teil. 
Die tschechoslowakischen Sportler gewannen sieben Gold-, zwei Silber- und vier Bronzemedaillen, womit die Tschechoslowakei den siebten Platz im Medaillenspiegel belegte. Olympiasieger wurden der Sportschütze Jan Kůrka im liegenden Anschlag mit dem Kleinkalibergewehr, die Leichtathletin Miloslava Rezková im Hochsprung, die Wasserspringerin Milena Duchková im Turmspringen und die Turnerin Věra Čáslavská im Einzelmehrkampf, am Boden, am Pferdsprung und am Stufenbarren. Čáslavská sicherte sich zudem am Schwebebalken Silber und belegte auch im Mannschaftsmehrkampf mit der tschechoslowakischen Mannschaft den zweiten Platz. Damit war sie zudem die erfolgreichste Athletin bei den gesamten Spielen. Bronze gewannen die Volleyballmannschaft der Männer, die Ringer Miroslav Zeman im Fliegengewicht und Petr Kment im Schwergewicht des griechisch-römischen Stils sowie der Leichtathlet Ludvík Daněk im Diskuswurf. Fahnenträger bei der Eröffnungsfeier war der Volleyballspieler Bohumil Golián.

## Teilnehmer nach Sportarten

### Boxen
- Vladimír Kučera
Halbweltergewicht: in der 1. Runde ausgeschieden

- Bohumil Němeček
Weltergewicht: in der 1. Runde ausgeschieden

- Vojtech Stantien
Halbmittelgewicht: im Achtelfinale ausgeschieden

- Jan Hejduk
Mittelgewicht: im Viertelfinale ausgeschieden

- Josef Kapín
Halbschwergewicht: in der 1. Runde ausgeschieden

### Fußball
- in der Gruppenphase ausgeschieden
Antonín Kramerius
Dušan Bartovič
Jaroslav Boroš
Jaroslav Findejs
Jiří Večerek
Josef Linhart
Jozef Jarabinský
Július Holeš
Ladislav Pajerchin
Ladislav Petráš
Miloš Herbst
Miroslav Kráľ
Mikuláš Krnáč
Pavel Stratil
Peter Mutkovič
Stanislav Jarábek
Stanislav Štrunc
Josef Bouška

### Gewichtheben
- Ondrej Hekel
Leichtgewicht: 9. Platz

- Miloslav Kolařík
Mittelgewicht: 7. Platz

- Hans Zdražila
Halbschwergewicht: 6. Platz

- Vítězslav Országh
Mittelschwergewicht: 8. Platz

### Kanu
Männer
- Václav Mára
Einer-Kajak 1000 m: 6. Platz

- Jiří Čtvrtečka
Einer-Canadier 1000 m: 4. Platz

- Svatopluk Skarupský
Zweier-Canadier 1000 m: Finalrennen nicht beendet

- Rudolf Pěnkava
Zweier-Canadier 1000 m: Finalrennen nicht beendet

Frauen
- Iva Vávrová
Einer-Kajak 500 m: 5. Platz

### Leichtathletik
Männer
- Jozef Plachý
800 m: 5. Platz

- Tomáš Jungwirth
800 m: im Vorlauf ausgeschieden

- Josef Odložil
1500 m: 8. Platz

- Lubomír Nádeníček
110 m Hürden: im Vorlauf ausgeschieden

- Jaroslav Alexa
Hochsprung: 18. Platz

- Rudolf Hübner
Hochsprung: 22. Platz

- Ludvík Daněk
Diskuswurf: Bronze

Frauen
- Eva Lehocká
100 m: im Halbfinale ausgeschieden
200 m: im Vorlauf ausgeschieden

- Anna Chmelková
400 m: im Vorlauf ausgeschieden

- Jaroslava Jehličková
800 m: im Halbfinale ausgeschieden

- Miloslava Rezková
Hochsprung: Gold

- Jaroslava Valentová
Hochsprung: 4. Platz

- Mária Mračnová
Hochsprung: 6. Platz

### Moderner Fünfkampf
- Pavel Kupka
Einzel: 41. Platz

### Radsport
- Jan Smolík
Straßenrennen: 23. Platz

- Petr Hladík
Straßenrennen: Rennen nicht beendet

- Ivan Kučírek
Bahn Sprint: im Vorlauf ausgeschieden
Bahn Tandem: 5. Platz

- Miloš Jelínek
Bahn Sprint: im Vorlauf ausgeschieden
Bahn 1000 m Zeitfahren: 15. Platz
Bahn Tandem: 5. Platz

- Jiří Daler
Bahn 4000 m Einerverfolgung: 14. Platz
Bahn 4000 m Mannschaftsverfolgung: 5. Platz

- Pavel Kondr
Bahn 4000 m Mannschaftsverfolgung: 5. Platz

- Milan Puzrla
Bahn 4000 m Mannschaftsverfolgung: 5. Platz

- František Řezáč
Bahn 4000 m Mannschaftsverfolgung: 5. Platz

### Ringen
- Miroslav Zeman
Fliegengewicht, griechisch-römisch: Bronze

- Jiří Švec
Federgewicht, griechisch-römisch: in der 3. Runde ausschieden

- Vítězslav Mácha
Leichtgewicht, griechisch-römisch: in der 4. Runde ausschieden

- Jiří Kormaník
Mittelgewicht, griechisch-römisch: in der 3. Runde ausschieden

- Petr Kment
Schwergewicht, griechisch-römisch: Bronze

- Josef Engel
Federgewicht, Freistil: in der 3. Runde ausschieden

### Rudern
- Václav Kozák
Einer: 9. Platz

- Jaroslav Hellebrand
Doppel-Zweier: 12. Platz

- Petr Krátký
Doppel-Zweier: 12. Platz

- Karel Kolesa
Zweier mit Steuermann: im Viertelfinale ausgeschieden
Achter mit Steuermann: 5. Platz

- Ivan Miluška
Zweier mit Steuermann: im Viertelfinale ausgeschieden

- Karel Kovář
Zweier mit Steuermann: im Viertelfinale ausgeschieden

- Vladimír Jánoš
Achter mit Steuermann: 5. Platz

- Zdeněk Kuba
Achter mit Steuermann: 5. Platz

- Oldřich Svojanovský
Achter mit Steuermann: 5. Platz

- Pavel Svojanovský
Achter mit Steuermann: 5. Platz

- Jan Wallisch
Achter mit Steuermann: 5. Platz

- Otakar Mareček
Achter mit Steuermann: 5. Platz

- Petr Čermák
Achter mit Steuermann: 5. Platz

- Jiří Pták
Achter mit Steuermann: 5. Platz

- Milan Hurtala
Achter mit Steuermann: 5. Platz

### Schießen
- Lubomír Nácovský
Schnellfeuerpistole 25 m: 7. Platz

- Ladislav Falta
Schnellfeuerpistole 25 m: 10. Platz

- Hynek Hromada
Freie Pistole 50 m: 14. Platz

- Jaroslav Veselý
Freie Pistole 50 m: 27. Platz

- Jan Kůrka
Freies Gewehr Dreistellungskampf 300 m: 14. Platz
Kleinkalibergewehr Dreistellungskampf 50 m: 29. Platz
Kleinkalibergewehr liegend 50 m: Gold

- Ondrej Šima
Freies Gewehr Dreistellungskampf 300 m: 14. Platz

- Jaroslav Navrátil
Kleinkalibergewehr Dreistellungskampf 50 m: 39. Platz

- Rudolf Pojer
Kleinkalibergewehr liegend 50 m: 14. Platz

### Schwimmen
Frauen
- Oľga Kozičová
100 m Freistil: im Halbfinale ausgeschieden
200 m Freistil: 8. Platz

### Turnen
Männer
- Václav Kubíčka
Einzelmehrkampf: 19. Platz
Boden: 11. Platz
Pferdsprung: 18. Platz
Barren: 6. Platz
Reck: 41. Platz
Ringe: 28. Platz
Seitpferd: 45. Platz
Mannschaftsmehrkampf: 4. Platz

- Jiří Fejtek
Einzelmehrkampf: 20. Platz
Boden: 28. Platz
Pferdsprung: 23. Platz
Barren: 69. Platz
Reck: 46. Platz
Ringe: 13. Platz
Seitpferd: 8. Platz
Mannschaftsmehrkampf: 4. Platz

- František Bočko
Einzelmehrkampf: 22. Platz
Boden: 14. Platz
Pferdsprung: 18. Platz
Barren: 35. Platz
Reck: 33. Platz
Ringe: 38. Platz
Seitpferd: 33. Platz
Mannschaftsmehrkampf: 4. Platz

- Bohumil Mudřík
Einzelmehrkampf: 28. Platz
Boden: 28. Platz
Pferdsprung: 18. Platz
Barren: 26. Platz
Reck: 46. Platz
Ringe: 77. Platz
Seitpferd: 29. Platz
Mannschaftsmehrkampf: 4. Platz

- Miloslav Netušil
Einzelmehrkampf: 37. Platz
Boden: 18. Platz
Pferdsprung: 60. Platz
Barren: 15. Platz
Reck: 101. Platz
Ringe: 44. Platz
Seitpferd: 12. Platz
Mannschaftsmehrkampf: 4. Platz

- Václav Skoumal
Einzelmehrkampf: 38. Platz
Boden: 21. Platz
Pferdsprung: 27. Platz
Barren: 41. Platz
Reck: 15. Platz
Ringe: 52. Platz
Seitpferd: 85. Platz
Mannschaftsmehrkampf: 4. Platz

Frauen
- Věra Čáslavská
Einzelmehrkampf: Gold 
Boden: Gold 
Pferdsprung: Gold 
Stufenbarren: Gold 
Schwebebalken: Silber 
Mannschaftsmehrkampf: Silber

- Bohumila Řimnáčová
Einzelmehrkampf: 7. Platz
Boden: 5. Platz
Pferdsprung: 24. Platz
Stufenbarren: 4. Platz
Schwebebalken: 10. Platz
Mannschaftsmehrkampf: Silber

- Miroslava Skleničková
Einzelmehrkampf: 9. Platz
Boden: 17. Platz
Pferdsprung: 6. Platz
Stufenbarren: 6. Platz
Schwebebalken: 23. Platz
Mannschaftsmehrkampf: Silber

- Marianna Krajčírová
Einzelmehrkampf: 9. Platz
Boden: 7. Platz
Pferdsprung: 4. Platz
Stufenbarren: 22. Platz
Schwebebalken: 22. Platz
Mannschaftsmehrkampf: Silber

- Hana Lišková
Einzelmehrkampf: 11. Platz
Boden: 13. Platz
Pferdsprung: 13. Platz
Stufenbarren: 12. Platz
Schwebebalken: 10. Platz
Mannschaftsmehrkampf: Silber

- Jána Kubičková-Posnerová
Einzelmehrkampf: 15. Platz
Boden: 8. Platz
Pferdsprung: 13. Platz
Stufenbarren: 28. Platz
Schwebebalken: 18. Platz
Mannschaftsmehrkampf: Silber

### Volleyball
Männer
- Bronze 
Bohumil Golián
Antonín Procházka
Petr Kop
Jiří Svoboda
Josef Musil
Lubomír Zajíček
Josef Smolka
Vladimír Petlák
František Sokol
Zdeněk Groessl
Pavel Schenk
Drahomír Koudelka

Frauen
- 6. Platz
Anna Mifková
Elena Moskalová-Poláková
Eva Široká
Hana Vlasáková
Hilda Mazúrová
Irena Tichá
Jitka Senecká
Júlia Bendeová
Karla Šašková
Pavlína Štefková
Věra Hrabáková
Věra Štruncová

### Wasserspringen
Frauen
- Milena Duchková
3 m Kunstspringen: 10. Platz
10 m Turmspringen: Gold